# Michelle Crevatin

## Michelle Crevatin
Michelle Crevatin es una autora independiente nacida en Eslovenia y radicada en Panamá. Es conocida por la serie de novelas juveniles de ciencia ficción titulada Charli Wilkinston, publicada en formato digital y físico mediante servicios de autopublicación.

### Trayectoria
Crevatin comenzó a publicar de forma independiente en 2022. Su primera novela, El futuro de Charli Wilkinston, fue lanzada en formato digital y físico. Posteriormente publicó la segunda entrega, El pasado de Charli Wilkinston, continuando la saga con una estructura episódica.
Entre los artistas que han mencionado públicamente a Michelle Crevatin como influencia se encuentra el autor independiente Sabatino Paparoni Manfredi, quien ha señalado que su obra fue motivada por el ejemplo de la escritora eslovena. Esta relación ha sido documentada publicaciones personales del autor. También se ha registrado su participación en espacios formativos junto a la oradora ecuatoriana Ammy Quijije Gracia.”
La autora ha sido entrevistada en el podcast Biblioteca Humana, donde compartió detalles sobre su proceso creativo y su experiencia como escritora independiente. También ha sido mencionada en medios digitales como BioBioChile, en una nota que destaca el impacto emocional de su obra en lectores cercanos.

### Serie Charli Wilkinston
La saga gira en torno a Charli Wilkinston, una joven con la capacidad de ver el futuro al mirar a los ojos de las personas. Internada en un centro psiquiátrico, Charli es evaluada por un equipo médico que descubre que sus habilidades son reales. La trama incorpora elementos de ciencia ficción, misterio y drama psicológico, incluyendo la aparición de un personaje que puede ver el pasado y busca vengarse de Charli por hechos que ella no recuerda.

### Publicaciones
- El futuro de Charli Wilkinston (2022)
- El pasado de Charli Wilkinston (2023)

### Recepción
La obra de Michelle Crevatin ha sido mencionada en medios digitales como BioBioChile, en una nota publicada el 30 de abril de 2025 que destaca el impacto emocional de su narrativa en lectores cercanos. También fue entrevistada en el podcast independiente Biblioteca Humana, donde explicó su enfoque narrativo y el desarrollo de sus personajes.

### Géneros y temas
- Ciencia ficción
- Literatura juvenil
- Viajes en el tiempo en la ficción
- Narrativa psicológica
- Autopublicación